# 投石號紀念碑
投石號紀念碑是香港一座紀念碑，因其原設置於九龍佐敦加士居道與佐敦道交界，又得名加士居道紀念碑。該紀念碑於1908年豎立，紀念於丙午風災期間法國魚雷艇「投石號」（La Fronde）沉沒而罹難的法籍船員。

## 背景
1906年9月18日，一股強烈颱風襲擊香港，史稱「丙午風災」。當時有一隻名為「投石號」（La Fronde）的法國魚雷艇在維多利亞港沉沒，法籍船員5死25傷。1908年，有民間組織便在加士居道豎立一座紀念碑以作悼念。
1949年5月，九巴開辦一條10號的巴士線，來往尖沙咀天星碼頭至加士居道紀念碑，後者的總站名稱為「紀念碑」，後來該路線延長到佐敦道碼頭，自此便再沒有巴士線以此作總站。
1968年，香港政府計劃擴闊加士居道，便將紀念碑移到跑馬地香港墳場。惟道路擴闊工程最終擱置，紀念碑原址現為佐敦道左轉加士居道之交通燈及行人過路處。